# SBI証券 (1945-2007)
SBI証券株式会社（えすびーあいしょうけん。）は、かつて存在した日本の証券会社。2007年10月1日にSBIイー・トレード証券（現：株式会社SBI証券）に吸収合併された。

## 沿革
- 1945年（昭和20年）2月14日 - 金泉証券株式会社として設立。
- 1946年（昭和21年）6月 - 東京第一証券株式会社に商号変更。
- 1949年（昭和24年）7月 - 日栄証券株式会社を設立。
- 1949年（昭和24年）11月 - 東一証券株式会社に商号変更。
- 1971年（昭和46年）10月 - 東一証券株式会社、北陽証券株式会社を吸収合併。
- 1984年（昭和59年）4月 - 三重証券株式会社と松興証券株式会社が合併し、大洋証券株式会社となる。
- 1987年（昭和62年）10月 - 東一証券株式会社と大洋証券株式会社が合併し、ワールド証券株式会社となる。
- 1999年（平成11年）4月 - ワールド証券株式会社と日栄証券株式会社が合併し、ワールド日栄証券株式会社となる。
- 1999年（平成11年）8月 - ソフトバンク・インベストメント（現：SBIホールディングス）がソフトバンク・フロンティア証券株式会社を設立。
- 2003年（平成15年）10月 - ソフトバンク・インベストメントがワールド日栄証券株式会社を買収。
- 2004年（平成16年）2月 - ワールド日栄証券株式会社とソフトバンク・フロンティア証券株式会社が合併し、ワールド日栄フロンティア証券株式会社となる。
- 2005年（平成17年）7月 - ワールド日栄フロンティア証券株式会社がSBI証券株式会社に商号変更[1]。
- 2006年（平成18年）10月 - 東京都中央区日本橋兜町から東京都千代田区九段北へ本社・本店を移転。
- 2007年（平成19年）10月1日 - SBIイー・トレード証券（現：SBI証券）へ吸収合併[2]。